# Population Override
Population Override är det tolfte studioalbumet av gitarristen Buckethead och är hans första album som skapats helt i samarbete med keyboardisten Travis Dickerson. Albumet är en hyllning till de "stora vinylskivorna från 60- och 70-talet".

## Låtlista
| Nr           | Titel                   | Längd |
| ------------ | ----------------------- | ----- |
| 1.           | Unrestrained Growth     | 7:47  |
| 2.           | Too Many Humans         | 8:28  |
| 3.           | Population Override     | 8:37  |
| 4.           | Humans Vanish           | 0:33  |
| 5.           | Cruel Reality of Nature | 3:49  |
| 6.           | A Day Will Come         | 8:34  |
| 7.           | Earth Heals Herself     | 6:38  |
| 8.           | Clones                  | 4:33  |
| 9.           | Super Human             | 4:49  |
| 10.          | ...                     | 1:34  |
| Total längd: | Total längd:            | 55:22 |

## Lista över medverkande
- Buckethead: gitarr, bas
- Pinchface: Trummor
- Travis Dickerson: keyboards